# Maud Forget
Maud Forget (7 de mayo de 1982) es una actriz francesa conocida por sus papeles en "Mauvaises fréquentations" (1999, "Bad Company"), y "La vie promise" (2002, "Ghost River"/"The Promised Life") junto a Isabelle Huppert y Pascal Greggory. Ha protagonizado otras películas como "Tu ne marcheras jamais seul" y "U" (doblaje), y varios cortometrajes y producciones televisivas.
Forget hace de uno de los personajes líderes en "Frontier(s)", dirigida por Xavier Gens.

## Filmografía

### Cine
- 1999 : Mauvaises fréquentations / Bad Company, dirigida por Jean-Pierre Améris : Delphine Vitrac
- 2001 : Tu ne marcheras jamais seul, dirigida por Gilles Chevalier
- 2002 : La Vie promise, dirigida pod Olivier Dahan
- 2006 : U, animació dirigida por Serge Élissalde y Grégoire Solotareff
- 2007 : "Frontière(s)", dirigida por Xavier Gens
- 2008 : Fracassés, directed by Franck Llopis
- 2011 : Agustín de Hipona, cortometraje dirigido por Jean-Claude Monod y Jean-Christophe Valtat
- 2017 : Silueta, cortometraje dirigido por Bertrand Cazor

### Directora
- 2014 : (En)Vie, Cortometraje

### Televisión
- 2001 : Paranoïa : Lucie
- 2001 : Comme une allumette, dirigida por Clémence Jean-Jean
- 2001 : Hansel y Gretel, dirigida por Cyril Paris
- 2002 : Le cauchemar de Clara, dirigida por Douglas Law
- 2004 : Clau Clau l'oiseau, dirigida por Cyril Paris
- 2005 : Venus y Apolo, dirigida por Tonie Marshall
- 2006 : Fotographik, dirigida por Xavier Gens
- 2006 : Fabien Cosma, dirigida por Jean-Claude Sussfeld
- 2006 : Alice Nevers : le juge est une femme, dirigida por Joyce Bunuel
- 2007 : H.B. Human Bomb - Maternelle en otage, dirigida por Patrick Poubel
- 2009 : Comprendre et pardonner, dirigida por Michel Hassan
- 2010 : Merci papa, merci maman, dirigida por Vincent Giovanni
- 2011 : Prunelle et Mélodie, dirigida por Mathieu Simonet
- 2012 : La ballade de Lucie, dirigida por Sandrine Ray
- 2012 : Pari, dirigida por Jovanka Sopalovic
- 2013 : Le café des veuves, dirigida por Geoffroy Koeberlé
- 2013 : Origines, temporada 1, dirigida por Jérôme Navarro
- 2015 : Origines, temporada 2, dirigida por Nicolas Herdt

## Teatro
- 2005 : L'autre ou le jardin oublié, dirigid pod Patrice Paris, théâtre Montmartre-Galabru Paris
- 2008 : Adam et Eve, dirigido por Eric Théobald, théâtre de la Gaîté-Montparnasse Paris
- 2016 : Résistantes, de Franck Monsigny, dirigid por Stanislas Grassian, Théâtre Le Petit Louvre Festival off d'Avignon